# Monsieur Batignole
Monsieur Batignole / On pouvait pas savoir adaptado no Brasil como Herói por acaso e em Portugal como Senhor Batignole 
é um filme francês de comédia de 2002.

## Sinopse
Em 1942, na Paris ocupada , Edmond Batignole ( Gérard Jugnot ) é um monótono açougueiro cuja filha foi prometida em casamento a Pierre-Jean Lamour (Jean-Paul Rouve), autor de peças sem talento e notório colaborador . Uma noite, Simon Bernstein (Jules Sitruk), uma criança judia , apresenta-se a Edmond e pede-lhe asilo após a detenção, poucos dias antes, da sua família pela polícia francesa, denunciada por Pierre-Jean. Esta criança forçará Edmond a se comprometer a salvá-lo e fará dele, apesar de tudo, um herói muito comum...

## Elenco
- Jules Sitruk..........Simon Bernstein
- Gérard Jugnot.........Edmond Batignole
- Michèle Garcia........Marguerite Batignole
- Jean-Paul Rouve.......Pierre-Jean Lamour
- Alexia Portal.........Micheline Batignole
- Violette Blanckaert...Sarah Cohen
- Daphné Baiwir.........Guila Cohen
- Götz Burger...........SS Col. Spreich
- Elisabeth Commelin....Irène
- Hubert S.-Macary......Gendarmerie
- Daniel Martin.........Brigadier Albert
- Nadine Spinoza........Rachel Bernstein
- Damien Jouillerot.....Martin
- Philippe Du Janerand..Administrateur
- Marie-Gaëlle Cals.....Edwige